# سيف فيرغوسن
سيف فيرغوسن (Sef Vergoossen) (مواليد 5 أغسطس 1947) هو مدرب كرة قدم.

## وصلات خارجية
- سيف فيرغوسن على موقع قاعدة بيانات كرة القدم.إي يو (الإنجليزية)
- سيف فيرغوسن على موقع بيانات كرة القدم. دي إي (الألمانية)
- سيف فيرغوسن على موقع Soccerway.com (الإنجليزية)
- سيف فيرغوسن على موقع عالم كرة القدم.نت (الإنجليزية)

- J.League Data Site (باليابانية)